# Lago Tuadook
O lago Tuadook é um lago de água doce localizado no Condado de York, e província de New Brunswick, no Canadá.
Esta superfície lagunar encontra-se localizada nas coordenadas geográficas 46°57'06 " Norte, 66°39'22" Oeste.
O lago Tuadook encontra-se localizado a uma distância de apenas 31,2 milhas da cidade de Stanley, esta também fazendo parte da província de New Brunswick.
O local é procurado pelos pescadores que aqui podem encontrar uma fauna piscícola variada, e onde estão incluídas espécies como a truta, a truta-arco-íris e o Lepomis macrochirus. 